# Amphisbaena (fabeldier)

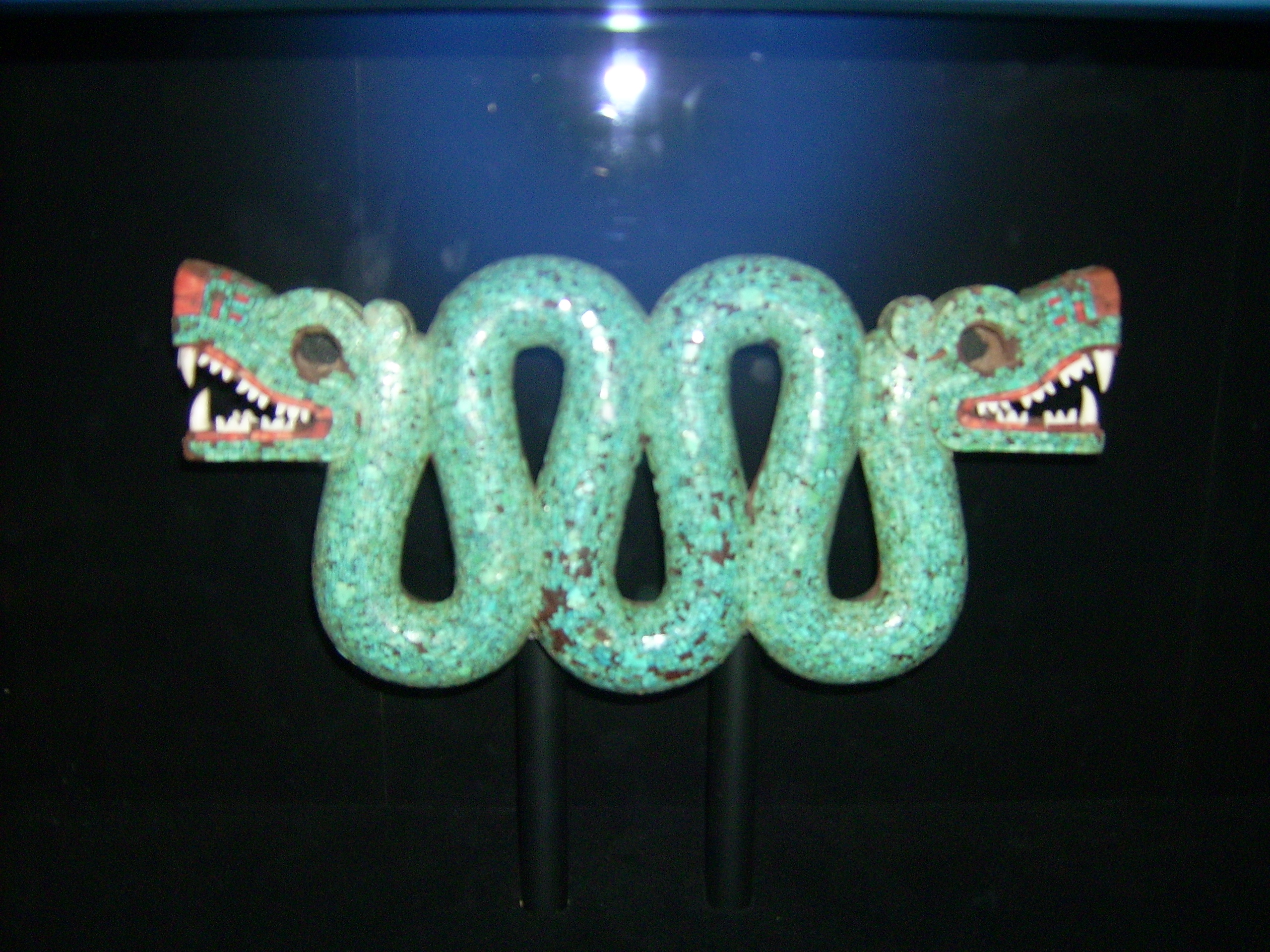
Azteekse Amphisbaena

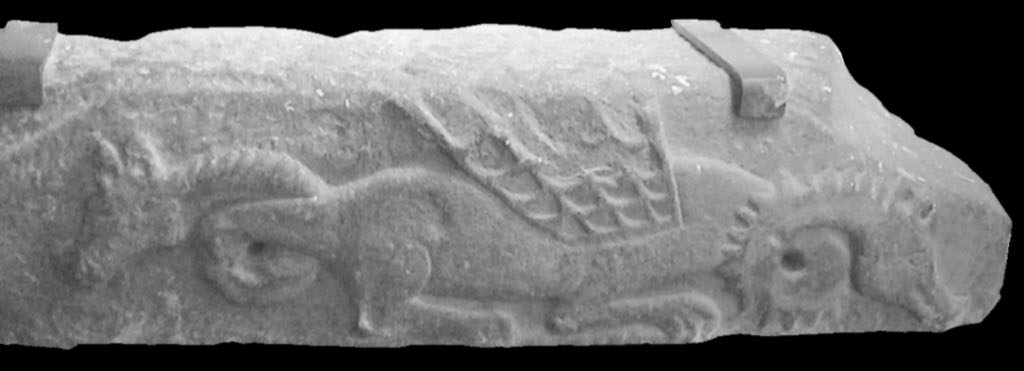
Amphisbaena, Ierland

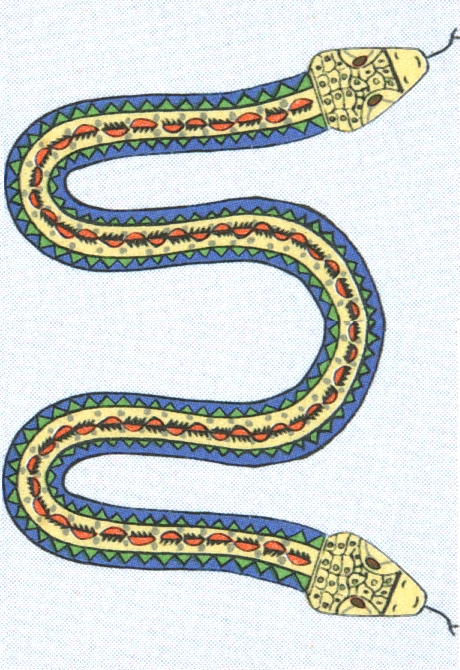
Amphisbaena

Amphisbaena is Grieks voor "gaat twee kanten op". Met amphisbaena wordt zowel een fabeldier als een groep van echt bestaande dieren aangeduid, de wormhagedissen. Dit artikel beschrijft het fabeldier.
De amphisbaena is een giftig serpent met een kop aan beide uiteinden van het lichaam. Zijn ogen gloeien als kaarsen. Hij zou een van de dodelijkste slangen zijn, geboren uit het bloed van de Gorgo Medusa nadat Perseus met haar druipende hoofd boven de Libische woestijn had gevlogen. Zijn pijnlijke gif doodt het slachtoffer snel. Het dier zou veel in de woestijn voorkomen, waar hij op de loer ligt voor argeloze dieren of reizigers. De amphisbaena wordt ook wel de Moeder der Mieren genoemd, omdat hij ze regelmatig eet.
De koppen zijn volgens sommige bronnen even groot als de rest van het lijf; ze kunnen beide eten en bijten. Als de ene slaapt, waakt de andere. Door een cirkel te vormen kan de amphisbaena als een hoepel rollen. Ook kan hij, kronkelend als een paling, snel vooruit en achteruit kruipen. 
Tweekoppige slangen bestaan echt (door een storing tijdens de ontwikkeling), maar dan zijn beide koppen aan dezelfde kant van het lichaam. Een kop aan elk uiteinde zou als volgt verklaard worden. Als parende slangen verstoord worden, zou het weleens kunnen dat het over het algemeen grotere vrouwtje het mannetje aan diens hemipenis op haar vlucht meetrekt. De herpetoloog Raymond Ditmars verhaalt hoe hij vaak is misleid door bepaalde slangen, die vaak op een cirkelvormige manier met de kop in de buurt van de staart liggen. Ditmars meende in die gevallen dat hij een weggeworpen fietsband had gezien. Het idee van de “hoepelslang” kan misschien uit zulke waarnemingen zijn ontstaan.
Het fabelgeslacht amphisbaena wordt ook wel opgedeeld in verschillende ondersoorten:
- De Jaculus of Amphiptere
- De Scytale
- De Seps
- De Dipsa

## De amphisbaena in verschillende werelddelen
Verhalen over tweekoppige slangen en afbeeldingen ervan worden aangetroffen in alle windstreken. In Brazilië en andere Zuid-Amerikaanse landen veronderstelde men, dat de daar voorkomende amphisbaena (nu gesystematiseerd als een pootloze hagedis: Amphisbaena alba, Amphisbaena fulginosa), niet vernietigd kon worden door hem simpelweg door midden te hakken. In dat geval zouden de twee delen elkaar weer opzoeken en zich weer met elkaar verenigen. Vandaar dat het vlees van dit opmerkelijke reptiel gedroogd werd en tot poeder werd vermalen, waarna het gebruikt kon worden als geneesmiddel bij botbreuken. De Maya’s en Azteken kenden eveneens de tweekoppige slang. In het algemeen speelde, en speelt, de slang een grote rol in de culturen van deze volkeren. Het dier kan in verband gebracht worden met verscheidene goden en godinnen zoals de gevederde god Quetzalcoatl, de vuurslang Xiuhcoatl en de godin met het slangenkleed Coatlicue. Maar een bijzondere variant is die van de tweekoppige slang, die in veel kunstwerken van de Maya’s terugkomt. Ze symboliseerden er onder andere de ecliptica mee, de schijnbare baan aan de hemel die de zon jaarlijks aflegde en die gemarkeerd werd door de sterrenbeelden. 
In Afrika kent men de tweekoppige slang eveneens, als symbool van het koninkrijk Bamum, dat vroeger in het zuidoosten van Kameroen lag. In de negentiende eeuw zwaaide koning Mbuembue er de scepter. Hij is de ontwerper van de tweekoppige slang, het symbool van zijn koninklijke waardigheid. De twee koppen zouden refereren aan zijn leger, dat eens twee vijanden gelijktijdig aan twee fronten heeft bestreden en beide gevechten heeft gewonnen.
Bij de in India voorkomende zandboa Eryx johnii zijn kop en staart nauwelijks van elkaar te onderscheiden, en dit dier lijkt dan ook twee koppen te hebben. Pas bij nauwkeurig kijken vallen de twee uiterst kleine ogen op. Indiase slangenbezweerders brengen op de staart van deze slang kunstogen aan.
Ook in Noord-Amerika kent men de slang die, als hij een mens wil aanvallen, kans ziet de staart in de bek te nemen, zich op te richten en rollend als een fietswiel voort te bewegen. De folklore over deze “hoepelslang” loopt uiteen, maar heeft het nooit over een tweekoppige slang. In het ene verhaal vlucht het dier op deze manier voor de mens, in het andere gaat het over tot de aanval. Tijdens deze aanval doodt het meedogenloos alles wat het op zijn weg tegenkomt. Het gif van de hoepelslang is uiterst werkzaam. Als een aangevallen mens schuilt achter een boom en de giftige stekel in de staart van de slang de boom raakt, dan zal de boom binnen de kortste keren sterven. 

## De amphisbaena in de literatuur
In de Naturalis Historia schrijft de befaamde Romeinse encyclopedist Plinius dat verkoudheid en winterhanden of -voeten kunnen worden bestreden met behulp van een dode slang. De beste soort om te gebruiken, volgens de schrijver: de amphisbaena. Alleen de huid zou al verlichting brengen. Deze remedie heeft hij van ene Nicander. Volgens Plinus is deze slang dan ook de eerste die zich na de winter weer vertoont, omdat hij de kou goed kan verdragen. Plinius schreef echter nog vele andere helende eigenschappen toe aan de amphisbaena: Zo zouden houthakkers die zo’n beest aan een gevelde boom hadden vastgemaakt, geen last hebben van de kou en hun werk met minder inspanning kunnen verrichten. Een amulet van deze slang zou tegen ziekte en zwangerschap beschermen, maar ook het ongeboren kind wordt beschermd door de amphisbaena. Plinius heeft het over de amphisbaena alsof dit dier geen nadere uitleg behoeft, net als de zowat latere Romeinse wetenschapper Aelianus (geboren 170 na Christus): 
Dichters en verzamelaars van oude legenden (...) mogen zingen van de Hydra van Lerna, een van de werken van Heracles; en Homerus mag zingen van de Chimaera met haar drie koppen; Amisodarus, de koning van Lycia, hield het monster van Lycia, dat absoluut onoverwinnelijk was, om er velen mee te vernietigen. Wel, deze dieren schijnen naar het rijk der fabelen verbannen te zijn. Maar de amphisbaena is een slang met twee koppen, één aan de voorkant en één in de buurt van de staart. Als het nodig is dat zij zich voortbeweegt, dan laat ze één eind achter zich om als staart te dienen, terwijl ze het andere als kop gebruikt. En wanneer ze zich achterwaarts wil bewegen, gebruikt ze de twee koppen in precies de tegenovergestelde manier als ze eerst deed (Aelianus, IX,23).
Plinius en Aelianus waren overtuigd in het bestaan van de amphisbaena. Na hen zouden veel schrijvers hun informatie nog eeuwenlang klakkeloos overnemen. Zo komt het dat de tweekoppige slang in de loop van de tijd regelmatig in de literatuur is terug te vinden: in “The book of beasts”, het twaalfde-eeuwse bestiarium dat T.H. White heeft uitgegeven, in de dertiende-eeuwse natuurencyclopedie  “Der naturen bloeme” (1270) van de Vlaamse Jacob van Maerlant, in de zeventiende-eeuwse “Historie of Serpents” van Edward Topsell.

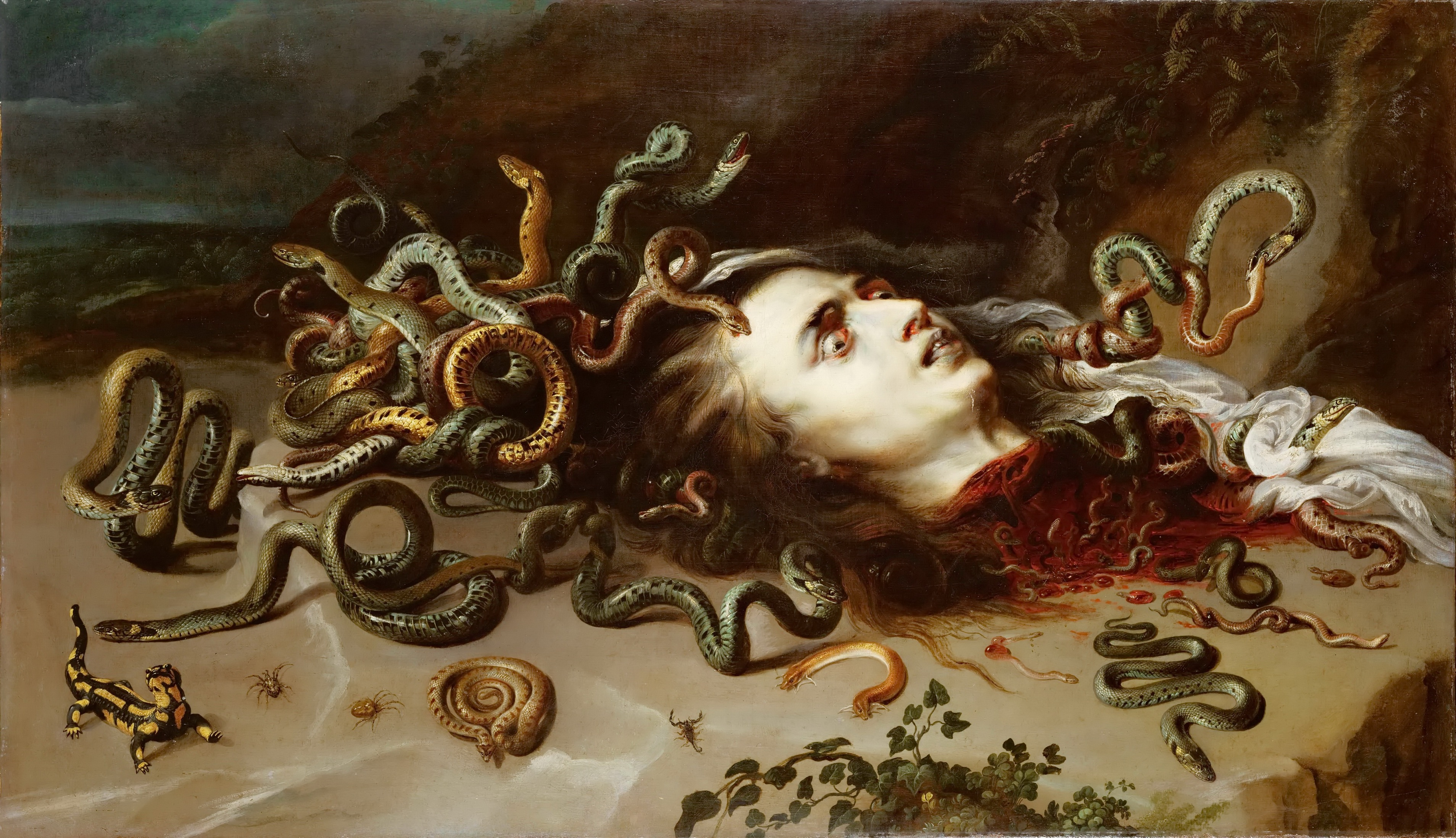
Medusa van Peter Paul Rubens met amphisbaena

De amphisbaena staat onder andere afgebeeld op een werk van Pieter Paul Rubens en diens leerling Frans Snyders dat uit ongeveer 1610-1620 zou dateren. Het werk stelt het hoofd van de mythologische Medusa voor, een van de drie Gorgonen. Op het schilderij is onder andere een amphisbaena te zien. Het relatief kleine, tweekoppige serpent is uitgerust met enkele uitsteeksels bij iedere kop en ligt er niet bepaald vreedzaam, in een halve cirkel bij. 
Afbeeldingen in middeleeuwse bestiaria tonen de amphisbaena vaak met de staart in de bek. Op die wijze vormt het dier een hoepel, waardoor het als een wiel kan rollen. Zo’n afbeelding wordt vaak verward met die van de ouroboros, de slang die in haar eigen staart bijt en op die manier de eeuwigheid symboliseert.